# Honcearivske
Honcearivske (în ucraineană Гончарівське) este o așezare de tip urban din raionul Cernihiv, regiunea Cernihiv, Ucraina. În afara localității principale, nu cuprinde și alte sate.

## Demografie
Componența lingvistică a așezării de tip urban Honcearivske
     Ucraineană (82,74%)
     Rusă (16,85%)
     Alte limbi (0,18%)
Conform recensământului din 2001, majoritatea populației așezării de tip urban Honcearivske era vorbitoare de ucraineană (82,74%), existând în minoritate și vorbitori de rusă (16,85%).